# Esmeralda Encarnacion Despiau
Esmeralda Mari Encarnacion Despiau (geboren 2006 oder 2007) ist eine puerto-ricanische Schwimmerin und Behindertensportlerin. Sie repräsentierte Puerto Rico bei den Special Olympics World Summer Games 2023 in Berlin in der Sportart Schwimmen.

## Leben und Karriere
Anfang 2023 stellte Encarnacion Despiau zusammen mit anderen Athletinnen und Athleten von Special Olympics Puerto Rico einen nationalen Rekord auf: In einem 50-Meter-Becken veranstalteten sie ein 24-stündiges Staffelschwimmen im Rahmen der Veranstaltung Schwimmen für die Inklusion.
Die Schwimmerin qualifizierte sich für die Special Olympics World Summer Games 2023 in Berlin. Dort nahm sie in der Leistungsklasse C02 mit ihrem Team aus zwei Frauen und zwei Männern am Staffelwettbewerb über 4 × 50 Meter Freistil teil. Im Halbfinale kam das Team mit einer Zeit von 02:33,42 Minuten hinter Schweden auf den zweiten Platz.
Im Einzelwettbewerb über 200 Meter Freistil in Level A, Leistungsklasse FA01 kam Encarnacion Despiau im Finale mit 02:52,54 Minuten auf den zweiten Platz. Über 100 Meter Freistil gewann sie in der Leistungsklasse FA04 mit 01:17,80 Minuten die Goldmedaille.
Im Viertelfinale über 100 Meter Freistil in der Leistungsklasse FA03 beendete Encarnacion Despiau ihre Bahnen in 01:20,25 Minuten und wurde damit Zweite. Während üblicherweise eine Bahn 50 Meter lang ist, war das Special-Olympics-Schwimmbecken halbiert worden, sodass vier Bahnen zu je 25 Meter zu schwimmen waren. Vermutlich führte diese Änderung dazu, dass Sarah Ghandoura aus Saudi-Arabien schon nach zwei Bahnen dachte, sie wäre im Ziel. Encarnacion Despiau bemerkte Ghandouras Irrtum, machte sie darauf aufmerksam und schwamm bis zum Ziel mit ihr. Mit Klatschen forderte sie das Publikum zum Anfeuern auf. Mit Standing Ovations kommentierte das Publikum die Fair-Play-Geste der Schwimmerin.